# Theodor von Bischoff
Theodor Ludwig Wilhelm von Bischoff, född den 28 oktober 1807 i Hannover, död den 5 december 1882 i München, var en tysk anatom, embryolog och fysiolog.

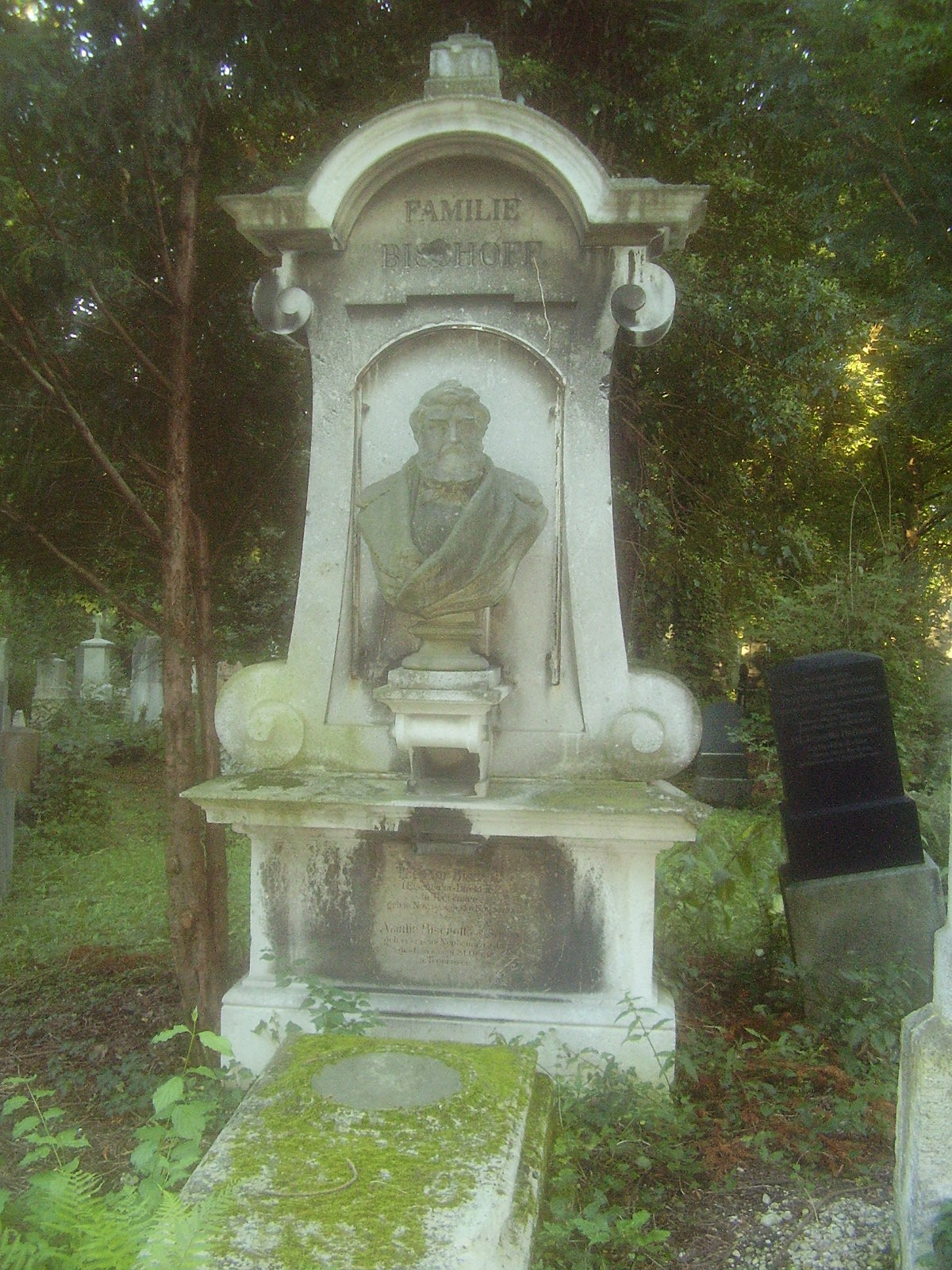
Theodor von Bischoffs grav.

von Bischoff blev 1836 professor i Heidelberg och 1844 i Giessen, där han grundade ett fysiologiskt institut och en anatomisk teater. Slutligen var han 1855–1878 professor i München. von Bischoff utgav Entwicklungsgeschichte der Säugetier und des Menschen (1842), Entwicklungsgeschichte des Kanincheneies (1842), Beweis der von der Begattung unabhängigen periodischen Reifung und Loslösung der Eier der Säugethiere und der Menschen (1844, ett för teorierna om  däggdjurens fortplantning grundläggande arbete), Entwicklungsgeschichte des Hundeeies (1845), Entwicklungsgeschichte der Meerschweinchens (1852), Entwicklungsgeschichte des Rehes (1854), Anleitung zum Seciren (1857), Die Gesetze der Ernährung des Fleischfressers (tillsammans med Carl von Voit 1860), Ueber die Verschiedenheit in der Schädelbildung des Gorilla, Schimpansen und Orangutang, nebst einer Bemerkung über die darwinsche Theorie (1867), Die Grosshirnwindungen bei den Menschen (1868), Studium und Ausübung der Medicin durch Frauen (1872) och Das Hirngewicht des Menschen (1880). 